# 馬事公苑14期生
馬事公苑14期生（ばじこうえん14きせい）とは、馬事公苑において第14期長期騎手講習（1963年 - 1965年）を経て中央競馬の騎手となった者の総称である。

## 解説
14期生からは小島太、田島良保の2人の東京優駿（日本ダービー）優勝騎手、安田富男、目野哲也、平井雄二、池上昌弘など有能な騎手を数多く輩出した。
中央競馬の全国リーディングジョッキー、騎手顕彰者になっている騎手はいないが、やんちゃで個性の強い顔触れが揃っていた。1つ下の福永洋一、柴田政人、岡部幸雄、伊藤正徳らが「花の15期生」と呼ばれて脚光を浴びるようになった時、安田などは自分たちを「ずっこけ14期生」と呼んでいた。エリートやスターや優等生が並ぶ後輩たちとは対照的に、やんちゃな面々が揃う14期生の中で一番ずっこけていたのは安田であった。
小島、田島、目野、小柳は1966年にデビューできたが、池上が1年遅れの1967年、安田は入学後は授業を真面目に受けないなど不真面目な面があり、小柄過ぎたために成長を待たされたこともあって、2年遅れの1968年、平井が3年遅れの1969年にデビューを果たした。

## 馬事公苑14期生騎手一覧
- 小島太 - 小島良太、小島勝三、小島太一は実子、小島武三は従兄弟。
- 田島良保 - 川島信二は娘婿。1971年に東京優駿を戦後最年少で制覇（23歳7ヶ月26日）し、14期生では2人目となる八大競走制覇騎手。
- 安田富男 - 中央競馬所属騎手で初の全10場重賞競走勝利騎手。
- 目野哲也 - 藤岡範士は異母兄。
- 平井雄二 - 平井寅雄は実父。
- 小柳由春
- 池上昌弘 - 池上昌和は実子、保田隆芳は伯父、保田一隆は従弟、声優の河合紗希子は姪。1970年に天皇賞・秋を23歳1ヶ月14日（当時の同競走での戦後最年少制覇記録にはわずかの差で及ばなかったものの、14期生では初の八大競走制覇騎手）で制覇。